# Casa de la Cultura y Turismo de Coquimbo
La Casa de la Cultura y Turismo de Coquimbo es un edificio ubicado en el Barrio Inglés de la comuna homónima, en la intersección de la avenida Costanera con las calles Melgarejo y Freire, y que hasta 2015 albergaba la biblioteca municipal y  dependencias del área cultural de la municipalidad.

## Historia
El edificio fue construido entre octubre de 1970 y 1972 por la Caja de Previsión de Empleados Particulares (Empart) para albergar lo que sería el «Hogar del Trabajador» u «Hogar del Empleado»; la construcción fue realizada gracias a los excedentes del año 1967 obtenidos por dicha caja previsional. El arquitecto que diseñó el edificio fue Ernesto Williams y la construcción estuvo a cargo de la empresa Pérez y Pérez; se planificaba que en su interior se instalaran baños de vapor, un gimnasio, una biblioteca, una galería de arte, un casino, una sala de ventas de la Cooperativa de Empleados Particulares (Coopempart), un cine-teatro y un auditorio, así como también se contemplaba que en el exterior el edificio fuera pintado con motivos diaguitas. Fue inaugurado en marzo de 1973.
El 26 de julio de 1977, producto de la ley que autorizó la instalación de un Casino de Juegos en Coquimbo, se firmó un contrato de arriendo entre la Empart y la Municipalidad para que el edificio fuera remodelado a fin de albergar en su interior al mencionado salón de juegos; las obras, a cargo de la constructora Patricio Zepeda Coll, tuvieron un coste de seis millones de pesos de la época. En el subterráneo fue ubicada la sala de ruleta, mientras que en el primer piso se ubicaba el punto y banca y un «Salón Dorado» para las apuestas más altas, y en el segundo piso se ubicó el restaurante y los comedores con una capacidad máxima de 250 personas, y los espacios destinados originalmente a los baños de vapor fueron convertidos en oficinas y espacios de administración del casino. El nuevo casino fue inaugurado oficialmente el 16 de septiembre de 1977 por el intendente de la región de Coquimbo, Luis Patricio Serre, el gobernador de la provincia de Elqui, Tulio Valenzuela Valenzuela, y el alcalde de Coquimbo, Alfonso Juan-Oliver.
El 10 de agosto de 1984 el Casino de Juegos de Coquimbo se trasladó a su actual ubicación en Peñuelas, lugar en donde se habilitó el antiguo edificio construido por Ferrocarriles del Estado. Producto de ello, la Municipalidad decidió instalar en el edificio del Hogar del Empleado la «Casa de la Cultura y Turismo» —que anteriormente estuvo ubicada en Wenceslao Vargas 414, construido por la Corporación de la Vivienda (Corvi) en 1966 como Centro de Maternidad de la Población Raúl Marín Balmaceda y que actualmente es la sede de la Junta de Vecinos «Altos de Guayacán»—, espacio donde se instaló la Biblioteca Municipal «Guillermo Francis Jones» y se habilitaron espacios para exposiciones artísticas y un centro de información turística. Luego de la fusión de Empart con el Instituto de Normalización Previsional (INP) y la venta de todos sus edificios, el edificio de la Casa de la Cultura y Turismo fue traspasado a la Municipalidad de Coquimbo.

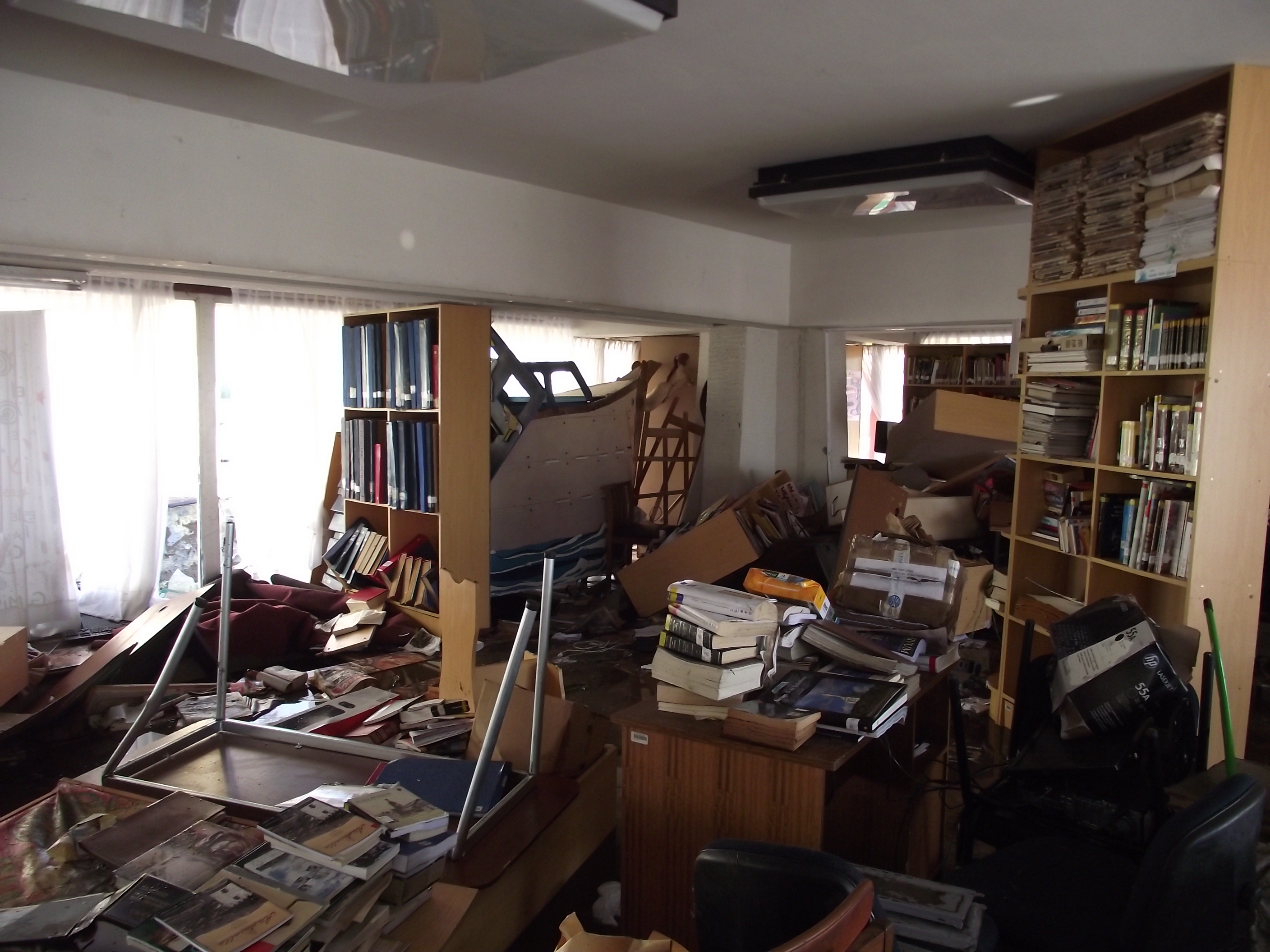
Biblioteca Municipal de Coquimbo, destruida por el tsunami de 2015.

El 19 de enero de 2006 fue inaugurado el «Mural de los Inmigrantes», del artista Daniel Palominos, que se exhibe en tres de los costados del edificio principal de la Casa de la Cultura y Turismo, y que representan 3 momentos del viaje del barco «Scorpio», que llevó a Coquimbo al empresario minero Jorge Edwards Brown.
El edificio resultó con importantes daños tras el tsunami ocurrido el 16 de septiembre de 2015: sus ventanales fueron rotos por la fuerza del agua, la biblioteca municipal resultó destruida y con pérdida de archivos patrimoniales, y distintos elementos que se encontraban en el interior del recinto fueron saqueados. Tras dicho desastre el edificio se encuentra abandonado y sin planes de reapertura. La biblioteca municipal se trasladó a un edificio en Aldunate 701, abriendo sus puertas en abril de 2016.